# مایکل ونتوری
مایکل ونتوری (انگلیسی: Michael Venturi؛ زادهٔ ۲۳ ژانویهٔ ۱۹۹۹) بازیکن فوتبال است.